# Turbe à Bihać
La ville de Bihać, en Bosnie-Herzégovine, abrite un turbe, c'est-à-dire un mausolée ottoman, inscrit sur la liste des monuments nationaux du pays.